# Croton androiensis
Espèce
Croton androiensis est une espèce de plantes à fleurs du genre Croton et de la famille des Euphorbiaceae, originaire de Madagascar.
Il a pour synonyme :
- Croton geayi var. androiensis, Leandri, 1939